# Humbug
Als Humbug wird etwas bezeichnet, das vorgibt, bedeutsam zu sein, tatsächlich aber nur Schwindel ist, zudem kann es eine törichte und unsinnige Äußerung oder Handlung bezeichnen.
Das Wort ist aus dem Englischen entlehnt, wo es um das Jahr 1750 als Slang-Wort modisch wurde. Um das Jahr 1754 wurde es im „Killigrew's Universal Jester“ aufgeführt. Die weitere Etymologie ist ungewiss und Gegenstand zahlreicher mehr oder minder plausibler Theorien. Seit 1835 erscheint das Wort auch in Deutschland, so zum Beispiel Annette von Droste-Hülshoff in einem ihrer Briefe: „Humbug, wie der Engländer sagt“.
Das Augsburger Tagblatt bestätigt diese englische Herkunft des Wortes 1857, indem „der englische Ausdruck „humbug“ [...] aus „Hamburg“ entstanden [sei]. Man habe früher die politischen Berichte aus Mittel- und Osteuropa etc. über Hamburg in England erhalten und dieselben hätten sich allzu oft als „Enten“ ausgewiesen, weshalb man bei zweifelhaften Berichten kopfschüttelnd „Hamburg“ gerufen habe, woraus denn allmählich das unübersetzbare „humbug“ entstanden sei.“
Laut „Allgemeine deutsche Real-Enzyklopädie für die gebildeten Stände“ (Conversations-Lexikon, 9. Auflage) aus dem Jahr 1866 handelt es sich bei einem „Humbug“ um einen „Mann, der auf Kosten seiner Nebenmenschen lebt, ihre Schwächen ausbeutet und ihre Leichtgläubigkeit mißbraucht; ein Industrieritter, der hart an die Grenze der Gesetzlichkeit streift, aber sie nicht geradezu überschreitet. Er ist in allen Ländern und allen Ständen vertreten; ein genialster Repräsentant aber war in neuester Zeit der Amerikaner Barnum.“ (Industrieritter wurden Personen genannt, die vornehm auftraten, aber Hochstapler waren.)

## Berühmte Zitate
Am 16. Oktober 1846 narkotisierte William Thomas Green Morton den Patienten Gilbert Abbott mit Hilfe seiner Erfindung, der Ätherkugel, damit der Chirurg John Collins Warren einen Tumor am Nacken des Kranken operativ entfernen konnte. Warren, der eigentlich nach der glücklosen Demonstration einer Lachgas-Anästhesie von Horace Wells zwei Jahre vorher derartige Verfahren ablehnte, war von den neuen Möglichkeiten begeistert und sagte angeblich: “Gentlemen, this is no humbug”. Dieses Ereignis gilt als die Geburtsstunde der wissenschaftlichen Anästhesie.
George Washington Carver, einer der ersten Schwarzen, die in den USA studierten, war bekannt dafür, dass er alle möglichen Tierarten kannte und bestimmen konnte. Einmal wollten seine Studenten sich einen Spaß mit ihm erlauben und bastelten aus verschiedenen Insektenteilen eine „neue Art“ zusammen, um ihn dann zu fragen, um welches Insekt es sich da handeln könnte. Nach Betrachtung des Präparats soll er gefragt haben: “Did it hum?” („Brummte es?“). Als die Studenten dieses bejahten, lautete seine Antwort, dies sei ein „Humbug“ (von englisch to hum „brummen“ und bug „Wanze“, „Käfer“).
Boris Johnson erwiderte auf den ihm im Unterhaus gemachten Vorwurf, seine aggressive Rhetorik – „Betrüger“, „Verräter“ – werde in Todesdrohungen gegen Abgeordnete übernommen: „I have to say that I have never heard such humbug in all my life.“ Diese Wortwahl wurde von verschiedenen Parlamentariern der im Unterhaus vertretenen Parteien kritisiert. Beifall erhielt Johnson von rechtsextremer Seite.
Anatoly Liberman bemerkt in seiner Besprechung der Etymologie des Wortes, dass „Humbug“ im Englischen womöglich außer Gebrauch geraten wäre, wenn es nicht das Lieblingswort Ebenezer Scrooges (der Hauptperson aus A Christmas Carol) gewesen wäre, der damit seine Abneigung gegenüber Weihnachten zum Ausdruck bringt.